# Kabinett Olmert
Das Kabinett Olmert (hebräisch ממשלת ישראל השלושים ואחת Memschelet Jisra’el haSchloschim veAchat, deutsch: einunddreißigste Regierung Israels) war die 31. Regierung des Staates Israel. Sie wurde zum 4. Mai 2006 von Ehud Olmert (Kadima) gebildet und von ihm als Ministerpräsident geführt. Das Kabinett wurde am 31. März 2009 durch das Kabinett Netanjahu II abgelöst.
Nach der Knessetwahl, die am 28. März 2006 stattfand, beauftragte der damalige israelische Staatspräsident Mosche Katzav den Vorsitzenden der Kadima-Partei, Ehud Olmert, am 6. April 2006 mit der Regierungsbildung. Olmert war zu diesem Zeitpunkt bereits geschäftsführender Ministerpräsident, da Ministerpräsident Ariel Scharon infolge eines Schlaganfalls für regierungsunfähig erklärt wurde. Die gebildete Regierung wurde am 4. Mai 2006 von der Knesset bestätigt und anschließend vereidigt.
Die Regierung wurde von den Parteien Kadima, Awoda, Schas, Gil und Jisra’el Beitenu gestellt und verfügte damit über eine Mehrheit von 78 der 120 Sitze in der Knesset. Jisra’el Beitenu (11 Sitze) gehörte der Koalition jedoch nur von November 2006 bis Januar 2008 an, sodass die Regierung davor und danach nur über eine Mehrheit von 67 Sitzen in der Knesset verfügte.

## Kabinettsmitglieder
Der Regierung gehörten folgende Personen in hervorgehobener Position an:
| Amt                                               | Name                                                          | Partei           |
| ------------------------------------------------- | ------------------------------------------------------------- | ---------------- |
| Ministerpräsident                                 | Ehud Olmert                                                   | Kadima           |
| designierte geschäftsführende Ministerpräsidentin | Tzipi Livni                                                   | Kadima           |
| stellvertretende Ministerpräsidenten              | Ehud Barak (bis 18. Juni 2007) Amir Peretz (ab 18. Juni 2007) | Awoda            |
| stellvertretende Ministerpräsidenten              | Avigdor Lieberman (30. Oktober 2006 bis 18. Januar 2008)      | Jisra’el Beitenu |
| stellvertretende Ministerpräsidenten              | Schaul Mofaz                                                  | Kadima           |
| stellvertretende Ministerpräsidenten              | Eli Jischai                                                   | Schas            |
| Vizeministerpräsidenten                           | Schimon Peres (bis 13. Juni 2007)                             | Kadima           |
| Vizeministerpräsidenten                           | Haim Ramon                                                    | Kadima           |